# الكسندر بوشارد
الكسندر بوشارد (بالفرنسية: Alexandre Bouchard)‏ (1 مايو 1988 في فرنسا - ) هو لاعب كرة قدم فرنسي في مركز حراسة المرمى. لعب مع أولمبيك ليون ونادي باريس ونادي شاتورو وUSJA Carquefou ‏.

## روابط خارجية
- الكسندر بوشارد على موقع رابطة كرة القدم الفرنسية للمحترفين (الإنجليزية)
- الكسندر بوشارد على موقع قاعدة بيانات كرة القدم.إي يو (الإنجليزية)